# Tú
"Tú" é uma canção gravada pela artista musical colombiana Shakira. Encontrada em seu álbum de estúdio Dónde están los ladrones? (1998). "Tú" foi lançado como o segundo single do álbum e assim como seu antecessor, "Ciega, sordomuda", alcançou o n.°1 na parada da Billboard Hot Latin Tracks. Muitos fãs consideram esta música como a música mais emocionante e inspiradora da cantora.

## Antecedentes
Desde a performance da MTV Unplugged da Shakira em 1999, a cantora alterou a música em uma Piano Mix, onde a capacidade vocal elevada é retratada no final da música. Shakira mostrou uma capacidade incrível de melisma e cantos vocais de glote. Shakira, que não cantou essa música desde a Tour of the Mongoose, tirou essa música da sua performance no Festival "Rock In Rio" na Espanha.

## Videoclipe
Dirigido por Emilio Estefan, Jr., o videoclipe de "Tú" é filmado em preto e branco e apresenta Shakira em uma sala cheia de coisas. No início, ela é vista de frente para a direita, onde começa a cantar. Ao longo da música, ela se move para a sala, para a geladeira, para sentar, etc., enquanto um trio de cordas entra, Soon Hee Newbold em violão, Jason Bendler em violino e Erin Michael Rettig em violão e começam a tocar sua música . No final, a câmera está voltada para fora e para o chão. A versão colorida do vídeo também foi disponibilidade na internet.

## Faixas e formatos
Estados Unidos vinil
- Lado A

1. "Tu" (Main 12") – 10:35
2. "Tu" (7") – 4:51

- Lado B

1. "Tu" (Hip Club Version) – 6:59
2. "Tu" (Smog Undergroud Trip) – 6:54

## Desempenho nas tabelas musicais

### Paradas semanais
| Chart (1999)                                 | Maior posição |
| -------------------------------------------- | ------------- |
| Estados Unidos (Billboard Hot Latin Songs)   | 1             |
| Estados Unidos (Billboard Latin Pop Airplay) | 1             |